# 由利本荘市鳥海球場
由利本荘市鳥海球場（ゆりほんじょうし・ちょうかいきゅうじょう）は、秋田県由利本荘市鳥海町上川内にある野球場である。2000年に完成、2001年に開場した球場であり、イースタン・リーグの試合が行われることもある。
国道108号沿いに位置し、イースタン・リーグの試合が何回か行われている。硬式野球クラブチーム由利本荘ベースボールクラブは当球場で選手選考会を行うなど縁が深い。

## 施設概要
- グラウンド面積：13,740m2
- 両翼：100m、中堅：122m
- 内野：土、外野：天然芝
- スコアボード：電球式
- 収容人員：3,400人（内野：約2,500席、外野：約900席）
- 照明設備：なし